# Eskilsäters distrikt
Eskilsäters distrikt är ett distrikt i Säffle kommun och Värmlands län. Distriktet ligger omkring Eskilsäters kyrka i södra Värmland, på sydligaste delen av halvön Värmlandsnäs med kringöar i Vänern. 

## Tidigare administrativ tillhörighet
Distriktet inrättades 2016 och utgörs av Eskilsäters socken i Säffle kommun.
Området motsvarar den omfattning Eskilsäters församling hade vid årsskiftet 1999/2000.

## Tätorter och småorter
I Eskilsäters distrikt finns inga tätorter eller småorter.